# Veno Pilon
Veno Pilon [véno pilón], slovenski slikar, grafik in fotograf, * 22. september 1896, Ajdovščina, † 23. september 1970, Ajdovščina.

## Življenje in delo
Veno Pilon je končal srednjo šolo v Gorici. Med 1. svetovno vojno je služil v avstro-ogrski vojski. Kot vojnega ujetnika so ga poslali v Rusijo. Leta 1919 se je vrnil domov in začel intenzivneje slikati. Leta 1919 je odšel študirat v Prago, naslednje leto se je vrnil v rojstno Ajdovščino. V šolskem letu 1920-21 je študiral v Firencah, pozneje je obiskal še Dunaj. Za božič leta 1925 je obiskal Pariz, kjer je ostal do sredine leta 1926. Konec leta 1928 se je nastanil v Parizu, na Montparnasu, kjer se je začel intenzivno ukvarjati s fotografijo. Po 2. svetovni vojni je prišel na daljši obisk v domovino. Pomagal je snemati film Na svoji zemlji. Znova se je vrnil v Pariz in tam prijateljeval z umetniki in galeristi. Mlada leta, ujetništvo, študij, pariško in slovensko obdobje je opisal v svoji avtobiografski knjigi Na robu (1965); njen razširjen ponatis je izšel leta 2008.
Domov v Ajdovščino se je vrnil leta 1968. Umrl je v Ajdovščini leta 1970. Moderna galerija mu je leta 1954 priredila razstavo grafik, risb in fotografij in leta 1966 retrospektivo. Na temelju donacije, ki jo je avtorjev sin Dominique namenil Ajdovščini, so leta 1973 ustanovili Pilonovo galerijo, ki je bila nekoč pekarna njegovega očeta. Galerija ima največjo zbirko njegovih del, od olj do risb in fotografij.
Leta 2022 je pri Slovenski matici izšla monografija Zagledal sem se sredi dveh ozvezdij: Veno Pilon med podobo in besedo v uredništvu Miklavža Komelja in Irene Mislej.

## Priznanja

### Poimenovanja
Po njem se imenuje Srednja šola Veno Pilon in Pilonova galerija v Ajdovščini.